# Kenneth Hansen (rallycross)
Pour les articles homonymes, voir Kenneth Hansen.
Kenneth Hansen, né le 29 septembre 1960 à Götene, est un pilote automobile de rallycross suédois. Il est le pilote le plus titré en Championnat d'Europe de rallycross avec quatorze titres entre 1989 et 2008. Il devient le team manager de l'équipe officielle Team Peugeot-Hansen à partir de 2014 en Championnat du monde de rallycross FIA.

## Biographie

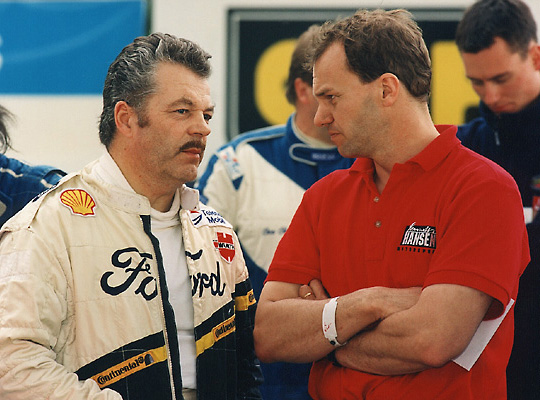
Kenneth Hansen en compagnie de Martin Schanche en 2006

Après Ford (4, de 1988 à 1992), il a remporté un total de dix championnats pour la marque Citroën entre 1994 et 2008, deux sur ZX (1994 et 1996), sept sur Xsara (1998, 2000 à 2005) et un sur C4 (2008, le français Sébastien Loeb en totalisant pour sa part onze en rallye, dont un en junior).
En 2011, Kenneth Hansen devient membre de la Commission des pilotes de la FIA présidée par Emerson Fittipaldi.

## Vie personnelle
Kenneth Hansen est marié à Susann Bergvall qui est la seule femme titrée en Championnat d'Europe de rallycross dans la catégorie 1400 Cup en 1994. Leurs deux enfants Kevin Hansen  et Timmy Hansen sont désormais deux pilotes de l'écurie Hansen Motorsport. Magnus Hansen, neveu de Kenneth Hansen, remporte aussi la Division 2 du Championnat d'Europe de rallycross en 1999 sur Citroën Xsara VTS.

## Palmarès

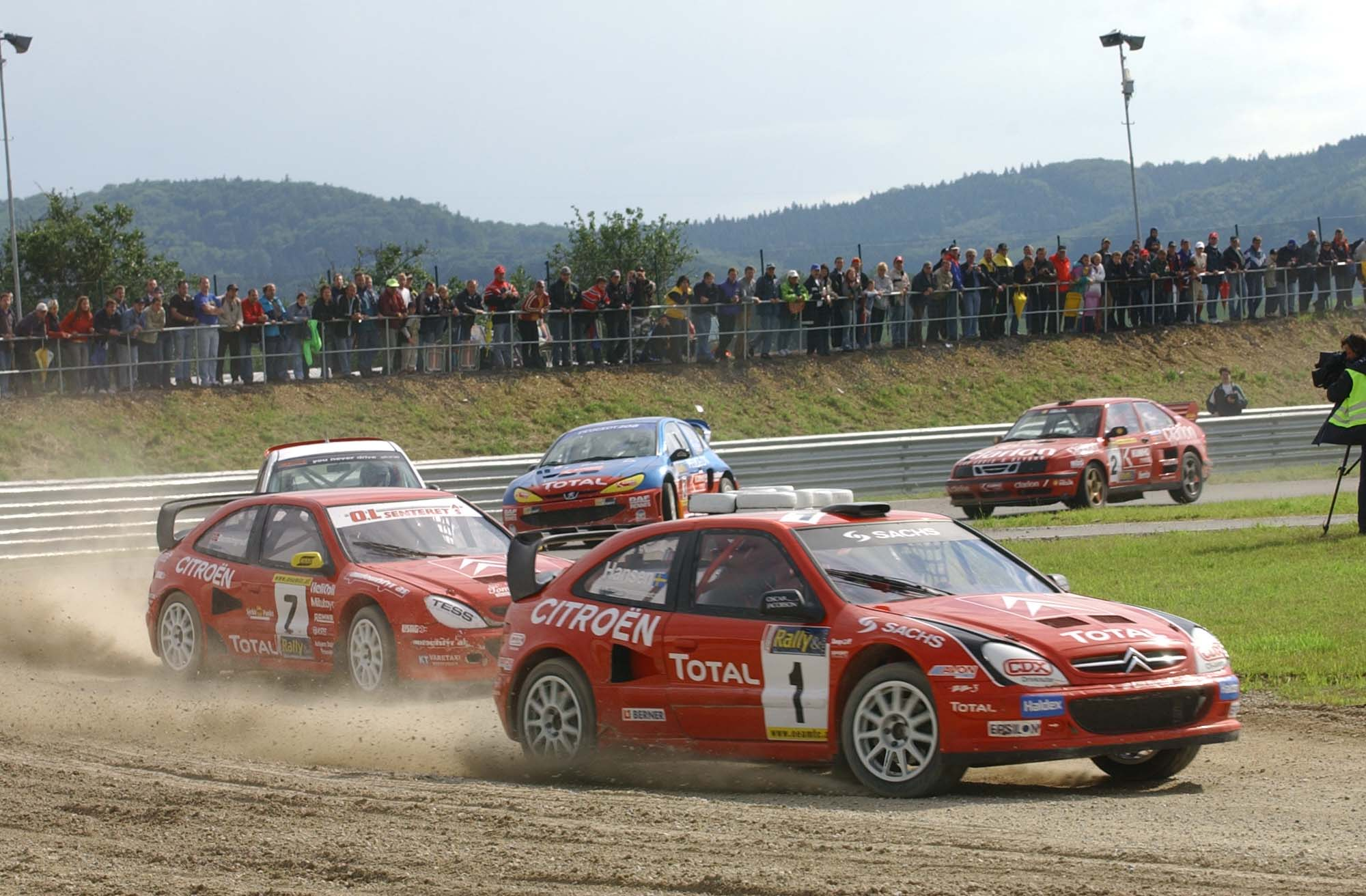
La Citroën Xsara de 2004

- Championnat de Suède de rallycross : 10 titres
  - Champion en 1986, de 1988 à 1994, en 1999 et en 2002

- Championnat d'Europe de rallycross : 14 titres et 41 victoires
  - Champion en Division TC de 1989 à 1992
  - Champion en Division 2 en 1994 et 1996
  - Champion en Division 1 en 1998, de 2000 à 2005 et en 2008
  - vice-champion en 1997, 1999, 2000, 2007 et 2010

(Nota Bene: il a ainsi remporté trois victoires dans le Championnat de France de rallycross)

## Hansen Motorsport
L'écurie Hansen Motorsport était connue jusqu'en 2013 pour la préparation et l'engagement de voitures Citroën en rallycross de la Citroën ZX T16 4x4 au début des années 1990 à la Citroën DS3 victorieuse avec le russe Timur Timerzyanov en Championnat d'Europe de rallycross 2012 et 2013. 
La création du nouveau Championnat du monde de rallycross en 2014 a donné plus d'intérêt à la discipline, Peugeot s'associe à l'équipe pour créer le Team Peugeot-Hansen et lui confie le développement de deux Peugeot 208 WRX , dès la première année, et quatre voitures en 2016. L'équipe est championne du monde en 2015 et vice championne en 2016 et 2017
L'écurie a permis à Sébastien Loeb de remporter l'épreuve de rallycross au X Games Rally de Los Angeles en 2012.